# Henri Bretonnet
Henri Étienne Bretonnet (Mézières-sur-Seine, 2 marzo 1864 – Togbao-Niellim, 17 luglio 1899) è stato un ufficiale ed esploratore francese.
Fu ucciso nella battaglia di Togbao.
Figlio di un insegnante, Bretonnet entrò in marina nel 1882 frequentando l'École Navale, l'accademia navale incaricata dell'istruzione degli ufficiali della Marina francese, e viaggiò nel Mare del Nord e nell'Atlantico prima di essere inviato nelle colonie nel 1892.

## Seconda missione Mizon
Tra le sue prime missioni importanti ci fu la partecipazione alla seconda "Missione Mizon" nel 1892. La spedizione era comandata dal tenente di vascello Louis Mizon, ai cui ordini come enseigne de vaisseau vi erano Albert Nebout e Bretonnet. Durante la missione ebbe il comando di una piccola nave a vapore, il Sergent-Malamine.
La missione, che doveva esplorare i territori tra il fiume Niger e il massiccio dell'Adamaoua, aveva come scopo principale quello di creare un'enclave francese sul fiume Benue, in un territorio rivendicato dagli inglesi sulla base di quanto stabilito nella Conferenza di Berlino. Ignorando le proteste della Royal Niger Company, Mizon issò la bandiera francese nella regione dopo un trattato con l'emiro di Muri; non avendo avuto il sostegno del governo francese, fu però costretto a lasciare la zona con i suoi uomini nel 1893.

## Missioni in Costa d'Avorio
Nel 1894 Bretonnet, con il gradi di tenente di vascello, ebbe il comando della flottiglia di Parfait-Louis Monteil, con la quale risalì il fiume Bandama per poi dirigersi verso Kong. Incaricato da Louis-Gustave Binger di raggiungere Bondoukou partendo dal territorio dei Baulé, partì nel 1895 dalla base di Toumodi e raggiunse le rive del fiume Comoé, dove venne fermato dagli Agba dell'Indénié, che temevano le rappresaglie del sovrano guineano Samory Turé.

## Missioni a Bussa
Nel 1896 a Bretonnet fu dato il comando di una spedizione destinata a stabilire il controllo francese sulle porzioni navigabili del fiume Niger nell'area di Bussa, capitale del Borgu. Anche questo piano fu contrastato dalla Royal Niger Company, che sosteneva i diritti inglesi sulla regione.
Insieme a Joseph Baud e Léon Vermeersch, Bretonnet lasciò la base francese di Carnotville, nel Dahomey, il 28 dicembre 1896 e si diresse a nord, penetrando nella regione di Borgu. Bretonnet passò da Kandi ed entrò a Illo, in Nigeria, dove nominò un residente; poi, puntando verso sud, arrivò a Bussa, il cui emiro Kisan Dogo era coinvolto in un'aspra faida con Kibari, sovrano di Wawa, che sosteneva un pretendente rivale al trono di Bussa. In cambio della promessa di aiutare Kisan Dogo a rimuovere Kibari e sostituirlo con un suo parente, Bretonnet tenne Bussa "in nome della Repubblica francese" sostenendo di "occupare a tutti gli effetti il territorio di Bussa".
Quest'ultima affermazione era tutt'altro che vera: Kwara, figlio di Kibara, guidò una ribellione che si estese a vaste zone del Borgu. Bretonnet fu costretto a spostarsi da un posto all'altro: prima a Kandi, poi a Illo per aiutare il suo residente, poi a Bussa per sostenere Kisan Dogo. Una battaglia fu combattuta a More, dove si erano riuniti 1500 ribelli: Bretonnet e Kisan Dogo vinsero lo scontro, nel quale morì il residente di Illo, Carrerot. Solo nel 1898 i francesi riuscirono a domare completamente la ribellione.

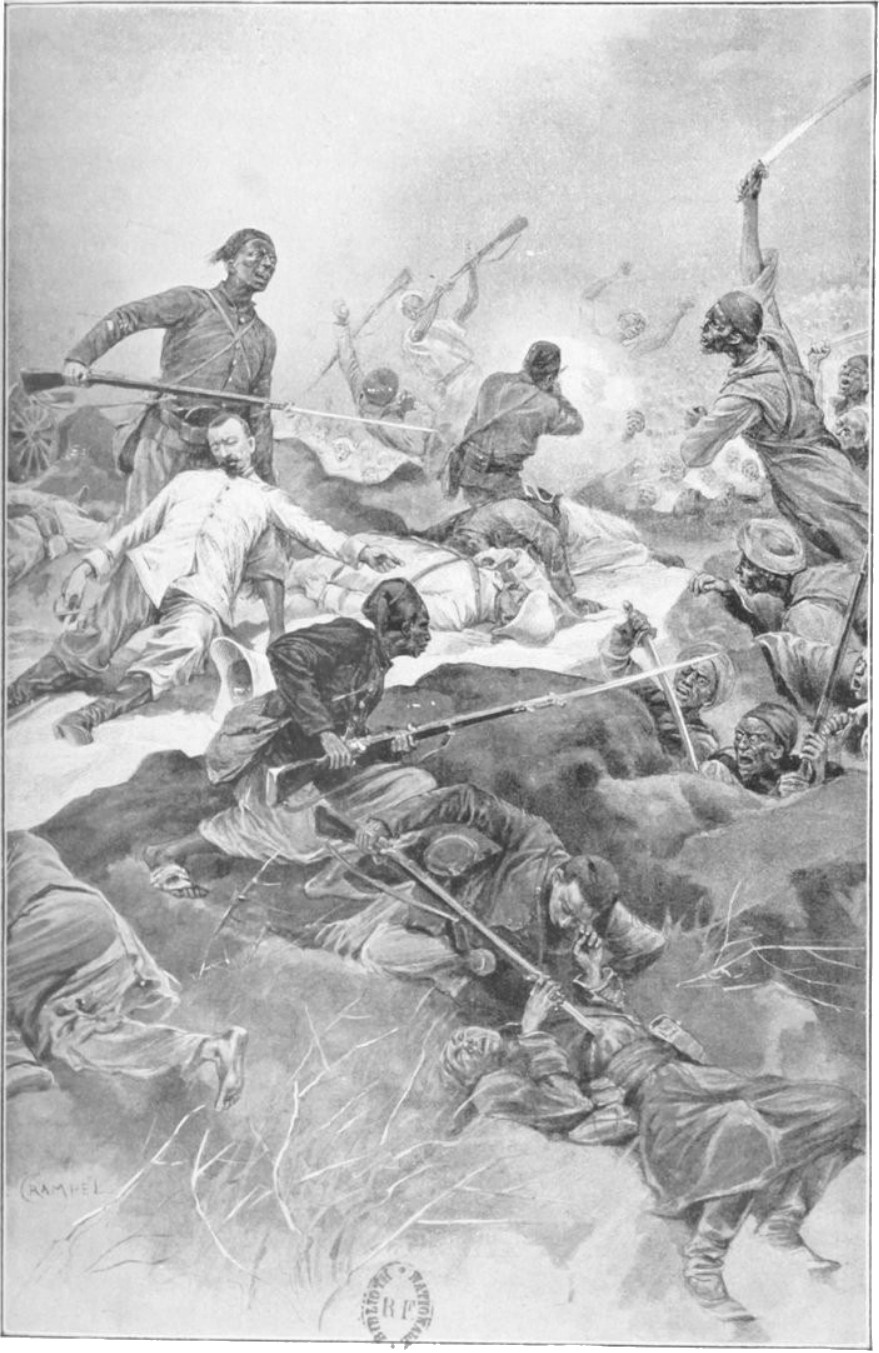
Morte di Bretonnet nella battaglia di Togbao

In aprile gli inglesi ebbero notizia dell'occupazione di Bussa da parte di Bretonnet e ciò creò scompiglio a Londra. I governi francese e inglese, dopo lunghe discussioni, raggiunsero un compromesso che fu sancito il 14 giugno 1898 dalla Convenzione anglo-francese: Bretonnet evacuò Bussa, Illo e Gomba, ma a scopo puramente commerciale la Gran Bretagna accettò di affittare alla Francia due piccoli appezzamenti di terreno sul fiume Niger, uno sulla riva destra tra Leaba e la foce del fiume Moshi, l'altro ad una delle foci del Niger. Accettando questa linea, la Gran Bretagna abbandonò Nikki, gran parte del Borgu e una parte del Gwandu alla Francia.
Nel 1898 Bretonnet decise di lasciare la marina e di entrare nel corpo degli amministratori coloniali.

## Morte a Togbao
Nello stesso anno il capitano Émile Gentil, compagno di stanza di Bretonnet all'accademia navale, che era appena tornato da una missione sul lago Ciad, convinse il governo a dargli il comando di una spedizione che avrebbe provveduto a risolvere le questioni che la partenza di Gentil dal Ciad aveva lasciato aperte. Il 10 ottobre Bretonnet lasciò la Francia con il tenente Solomon Braun, suo vice; poco dopo arrivò la notizia che Rabih al-Zubayr, il più grande sovrano del bacino del Ciad, aveva attaccato il Baguirmi, il cui re era un alleato della Francia. Il governo francese reagì ordinando l'invio di rinforzi a Bretonnet, cui fu ordinato di raggiungere il fiume Chari e di unire le sue forze a quelle del Baguirmi, e accelerando i preparativi per la "Missione Gentil". La missione di Bretonnet aveva anche lo s copo di liberare Ferdinand de Béhagle, esploratore francese fatto prigioniero da Rabih.
La sua colonna, organizzata a Brazzaville, raggiunse Ndélé nel maggio del 1899. Il 15 giugno Bretonnet raggiunse la postazione francese di Kouno sul Chari: aveva con sé solo mezzo centinaio di tirailleur senegalesi, due ufficiali e tre cannoni. A lui si unì Gaourang, re di Baguirmi, con 400 uomini. L'8 luglio Bretonnet scrisse una lettera a Gentil, la cui spedizione era arrivata nel Medio Congo e non era molto lontana. Nella lettera scriveva che non credeva alle voci che Rabih in persona stesse marciando su Kouno, ma chiedeva comunque a Gentil di mandargli il capitano Julien con la sua compagnia di 130 uomini.
La lettera arrivò a Gentil quando era già troppo tardi: Rabih stava effettivamente marciando su Kouno alla testa di 2700 uomini con armi da fuoco e 10000 ausiliari. Con l'avvicinarsi del nemico, Bretonnet evacuò Kouno e si trincerò nelle vicine colline di Togbao, dove il 17 luglio ebbe luogo la battaglia di Togbao, in cui Bretonnet, Braun e tutti i suoi uomini furono massacrati, tranne tre senegalesi feriti che furono fatti prigionieri. Uno di questi fuggì e informò il 16 agosto Gentil della morte di Bretonnet.